# أدوبي كريتيف سويت
أدوبي كريتيف سويت (بالإنجليزية: Adobe Creative Suite) (والتى تعنى حرفيًا حزمة أدوبي للإبداع، تُختصر إلى CS في الإنجليزية)، هي حزمة برامج تم إيقافها تحتوى على برامج لتصميم الرسومات، وتحرير الفيديو، وتطوير تطبيقات الويب كانت تطورها شركة نظم أدوبي. تتألف كل نسخة من العديد من تطبيقات أدوبي، مثل فوتوشوب وأكروبات وبريمير برو أوأفتر إفكتس وإنديزاين وإليستريتور التي تعد التطبيقات الصناعية القياسية للعديد في مواقع تصميم الرسومات.
آخر إصدارات أدوبي كريتيف كان أدوبي كريتيف سويت 6 (CS6)، حيث تم إطلاقه في حدث الإطلاق في 23 أبريل 2012، وتم إصداره في 7 مايو 2012. كان أدوبي كريتيف سويت 6 هو آخر أدوات تصميم من أدوبى التي يتم شحنها فعليًا كبرنامج مٌعلب حيث يتم تسليم طراز الإصدارات المستقبلية والتحديثات عبر التنزيل فقط.
في 6 مايو 2013، أعلنت أدوبي أن أدوبي كريتيف سويت 6 سيكون الإصدار الأخير من كريتيف سويت، وأن الإصدارات المستقبلية من برامجهم لن تكون متاحة إلا من خلال نموذج اشتراك أدوبي كريتيف كلاود الخاص بهم. كما أعلنت أدوبي أنها ستواصل دعم أدوبي كريتيف سويت 6 وستوفر إصلاحات الأخطاء وتحديثات الأمان من خلال الترقيات الرئيسية التالية لكل من أنظمة تشغيل ماك وويندوز (اعتبارًا من 2013). تم سحب حزم كريتيف سويت من متجر أدوبي على الإنترنت في عام 2013، ولكن ستظل متاحة على موقعه على الإنترنت حتى يناير 2017.

## التطبيقات

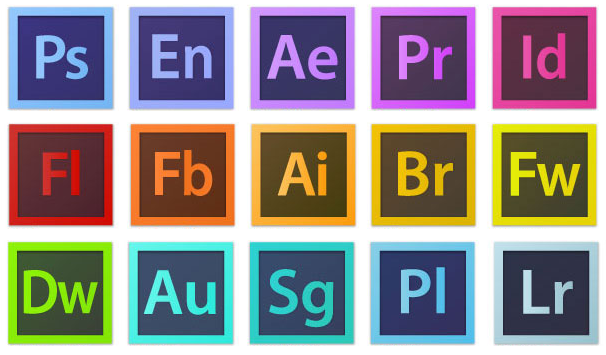
أيقونات أدوبي كريتيف سويت 6

فيما يلي وصف موجز للتطبيقات الأساسية في إصدارات أدوبي كريتيف سويت المختلفة. قد يأتي كل إصدار مع كل أو مجموعة فرعية من هذه التطبيقات.
- يقوم أدوبي أكروبات (بالإنجليزية: Adobe Acrobat) بإنشاء وتحرير وإدارة المستندات بتنسيق نسق المستندات المنقولة (PDF).
- أدوبي أفتر إفكتس (بالإنجليزية: Adobe After Effects) عبارة عن برنامج رسوميات وتركيب رقمي [الإنجليزية] تم نشره بواسطة نظم أدوبي. وغالبا ما يستخدم في مرحلة ما بعد الإنتاج السينمائي للفيديو.
- أدوبي أوديشن (بالإنجليزية: Adobe Audition) هو محرر صوت رقمي. يحتوي على ميزات تحرير أكثر من أخيه المتوقف، أدوبي ساوندبوث.
- أدوبي بريدج (بالإنجليزية: Adobe Bridge) هو منظم الصور وتطبيق إدارة الأصول الرقمية [الإنجليزية]. وهو يتميز بتكامل محدود مع تطبيقات أدوبي الأخرى ولكن ليس لديه إمكانيات تحرير خاصة به.
- أدوبي كونتريبيوت (بالإنجليزية: Adobe Contribute) هو محرر إتش تي إم إل (بالإنجليزية: HTML editor) ونظام لإدارة المحتوى. يسمح لمجموعة واسعة من الأشخاص داخل المؤسسة بتحديث صفحات الويب.
- يساعد أدوبي ديفايس سنترال (بالإنجليزية: Adobe Device Central) في معاينة واختبار صفحات الويب والصور النقطية ومحتوى الفيديو الرقمي للأجهزة المحمولة.
- أدوبي دريمويفر (بالإنجليزية: Adobe Dreamweaver) هو محرر إتش تي إم إل موجه نحو تطوير الويب الاحترافي.
- يتكامل أدوبي داينمك لينك (بالإنجليزية: Adobe Dynamic Link) مع أفتر إفكتس وبريمير برو وإنكور، مما يسمح بنقل الملفات بينهم بدون إعادة إنتاج.
- أدوبي إنكور (بالإنجليزية: Adobe Encore) هو تطبيق تأليف دي في دي [الإنجليزية] خاص. يحول إخراج أدوبي بريمير وأدوبي أفتر إفكتس إلى تنسيق مناسب لمشغلات دي في دي وبلو راي. يتم تحويل الملفات تلقائيًا إلى فيديو إم بي إي جي 2 (بالإنجليزية: MPEG-2) أو أتش 264/إم بي إي جي 4 إي في سي (بالإنجليزية: H.264/MPEG-4 AVC) وصوت دولبي ديجيتال. يمكن إنشاء قوائم دي في دي وبلو راي وتحريرها في أدوبي فوتوشوب باستخدام تقنيات الطبقات.
- أدوبي فايروركس (بالإنجليزية: Adobe Fireworks) هو محرر رسومات نقطية توقف لمصممي الويب. بإمكانه إنشاء محتويات تفاعلية (على سبيل المثال الأزرار التي تغير الشكل عند تحريك مؤشر الماوس عليها) والرسوم المتحركة.
- أدوبي فلاش بروفيشونال (بالإنجليزية: Adobe Flash Professional) (الآن أدوبي أنيميت (بالإنجليزية: Adobe Animate) كجزء من كريتيف كلاود)، وهو برنامج تأليف وسائط متعددة يستخدم لإنشاء تطبيقات الويب وألعاب الفلاش والأفلام وعناصر واجهة تطبيقات الجوال بالتنسيق المُسمى أدوبي فلاش. تضمنت ميزاته لغة نصية تسمى أكشن سكريبت وتدفق ثنائي الاتجاه للصوت والفيديو الرقمي.
- أدوبي فلاش كاتاليست [الإنجليزية] (بالإنجليزية: Adobe Flash Catalyst) هي أداة تصميم تفاعلية تسمح للمستخدمين بتحويل عمل أدوبي فوتوشوب واليستريتور وفايروركس الفني إلى مشاريع أدوبي فلاش تفاعلية دون كتابة أي أكواد. تم إيقاف فلاش كاتاليست في عام 2012 (CS 5.5) ولم يتم تضمينه في أدوبي كريتيف سويت 6.
- أدوبي فلاش بيليدر [الإنجليزية] (بالإنجليزية: Adobe Flash Builder) ، المعروف سابقًا باسم ادوبى فيلكس بيلدر (بالإنجليزية: Adobe Flex Builder)، هو بيئة تطوير متكاملة (IDE) تم إنشاؤها على نظام إكلبس الأساسي المخصص لتطوير تطبيقات الإنترنت الغنية وتطبيقات سطح المكتب عبر الأنظمة الأساسية بتنسيق أدوبي فلاش.
- أدوبي جو لايف (بالإنجليزية: Adobe GoLive) هو محرر إتش تي إم إل متوقف موجه نحو تطوير الويب الاحترافي. تم إيقافه لصالح أدوبي دريمويفر.
- أدوبي إليستريتور (بالإنجليزية: Adobe Illustrator) هو أداة تصميم ورسم الرسومات المتجهية.
- أدوبي إيمج ريدي (بالإنجليزية: Adobe ImageReady) هو محرر رسومات نقطية متوقف لمصممي الويب. تم إيقافه لصالح فايروركس.
- أدوبي إنديزاين (بالإنجليزية: Adobe InDesign) هو تطبيق للنشر المكتبي.
- أدوبي ميديا انكودر (بالإنجليزية: Adobe Media Encoder) هو تطبيق لتبديل الترميز تم إنشاؤه مع أدوبي بريمير برو وأدوبي أفتر إفكتس. ينتج ملفات فيديو مناسبة للتحميل إلى خدمات مشاركة الفيديو (بما في ذلك يوتيوب) والشبكات الاجتماعية. وهو برنامج مجاني.
- أدوبي أون لوكيشن (بالإنجليزية: Adobe OnLocation) هو برنامج مراقبة وتسجيل مباشر إلى القرص [الإنجليزية].
- أدوبى بريلود (بالإنجليزية: Adobe Prelude) هو أداة استيراد (استيعاب)، مراجعة وتسجيل الوسائط غير الشريطية.
- أدوبي فوتوشوب (بالإنجليزية: Adobe Photoshop) هو محرر رسوميات نقطية. جزء كبير من مميزاته موجه نحو تحرير الصور الرقمية وتنقيحها. ومع ذلك، فهو أيضًا قادر على تحرير إطارات الفيديو الرقمية وتقديم النص والنمذجة ثلاثية الأبعاد وتطوير محتويات الويب.
- أدوبي بريمير برو (بالإنجليزية: Adobe Premiere Pro) هو تطبيق لتحرير مقاطع الفيديو يعتمد على الجدول الزمني في الوقت الفعلي. تم تحسين بريمير للعمل على أجهزة الكمبيوتر التي تحتوي على أكثر من وحدة معالجة مركزية وبطاقات الرسوم وشاشات الكمبيوتر. وهو يدعم الكاميرا الرقمية المعاصرة وخلاصات بطاقة الالتقاط، وكذلك تنسيقات الملفات الخاصة بهم، وذلك كمدخلات.
- أدوبي ساوندبوث (بالإنجليزية: Adobe Soundbooth) هو محرر صوت رقمي متوقف. كان لديها قدرات أقل من أدوبي أوديشن وأصبحت في النهاية جزءًا من الأخير.
- أدوبى سبيد جايت (بالإنجليزية: Adobe SpeedGrade) هو تطبيق لتدريج الألوان يتكامل مع أدوبي بريمير
- أدوبي ستوري [الإنجليزية] (بالإنجليزية: Adobe Story) هو تطبيق لكتابة السيناريو وجدولة الإنتاج وإعداد التقارير.
- أدوبي ألترا (بالإنجليزية: Adobe Ultra) هو تطبيق متوقف لتكوين مفتاح الكروما. يزيل خلفية الفيديو المسجلة عادة على شاشة زرقاء أو خضراء ويجمعها مع خلفية فيديو أخرى. يتوفر أدوبي ألترا في حزمة أدوبي كريتيف سويت 3 فقط. تم دمجه لاحقًا في أدوبي بريمير إليمنتس وأدوبي فيجوال كومنيكتور. في الإصدارات الأحدث، يحتوي أدوبي بريمير برو وأدوبي أفتر إفكتس على ميزات تكوين مفتاح الكروما بشكل مدمج.
- أدوبي فيرزون كيو (بالإنجليزية: Adobe Version Cue) هو نظام للتحكم في المراجعة للحفاظ على المراجعات المتعددة للأعمال بين الفرق.

 كانت التطبيقات في عائلة كريتيف سويت قادرة على الوصول إلى خدمة مخزن التصوير الفوتوغرافي [الإنجليزية] والتي تسمى أدوبي ستوك فوتو قبل إيقاف الخدمة في عام 2008. في عام 2015، بعد أن حصلت على شركة المخزن المصغر فوتوليا، أطلقت أدوبى مرة أخرى خدمة مخزن التصوير الفوتوغرافي باسم أدوبي ستوك جنبًا إلى جنب مع خدمة كريتيف كلاود.

## الإصدارات
تبيع ادوبى تطبيقات كريتيف سويت في عدة مجموعات مختلفة تسمى «الإصدارات» (بالإنجليزية: Editions)، وهي تتضمن:
- أدوبي كريتيف سويت 6 للتصميم القياسي (بالإنجليزية: Adobe Creative Suite 6 Design Standard) هي نسخة من مجموعة منتجات أدوبي كريتيف سويت 6 المخصصة للمصممين المحترفين في مجال الطباعة والشبكة التفاعلية والمحمول.
- أدوبي كريتيف سويت 6 التصميم والويب المميز (بالإنجليزية: Adobe Creative Suite 6 Design & Web Premium) هي نسخة من مجموعة منتجات أدوبي كريتيف سويت 6 المخصصة لمصممي ومطوري الويب المحترفين.
- أدوبي كريتيف سويت 6 الإنتاج المميز (بالإنجليزية: Adobe Creative Suite 6 Production Premium) هي نسخة من مجموعة منتجات أدوبي كريتيف سويت 6 المخصصة للخبراء والمحترفين في مجال ما بعد الإنتاج للوسائط الغنية وخبراء الفيديو الذين يقومون بإنشاء مشاريع للأفلام والفيديو والبث والويب ودي في دي وأقراص البلو راي والأجهزة المحمولة.
- أدوبي كريتيف سويت 6 المجموعة الشاملة (بالإنجليزية: Adobe Creative Suite 6 Master Collection) يحتوي على تطبيقات من جميع الإصدارات أعلاه

تم إسقاط أدوبي فلاش كاتاليست وأدوبي كونتريبيوت وأدوبي أون لوكيشن وأدوبي ديفايس سنترال، والمتوفر سابقًا في أدوبي كريتيف سويت 5.5، من قائمة أدوبي كريتيف سويت 6. لا يتم إصدار أدوبي بريلود وأدوبي إنكور كمنتجات مستقلة. يتوفر أدوبي إنكور كجزء من أدوبي بريمير برو. يعد أدوبي إنكوبي، وهو تطبيق لمعالجة النصوص يتكامل مع أدوبي إنديزاين، جزءًا من عائلة كريتيف سويت، ولكنه غير مدرج في أي إصدار من أدوبي كريتيف سويت 6.
في مارس 2013، تم الإبلاغ عن توقف أدوبى عن بيع المزيد من النسخ المعبأة من برنامج كريتيف سويت، وبدلاً من ذلك قدمت التنزيلات الرقمية والاشتراكات الشهرية.

## تاريخ

### كريتيف سويت 1 و2
أطلق الإصدار الأول من باقة الإبداع في سبتمبر 2003 والثاني في 2 إبريل 2005، وتوافر هذين الإصداراين CS وCS2 كلاهما في شكلين مختلفين:
الإصدارة القياسية؛ وتضمنت:
- أدوبي بريدج.
- أدوبي إلستريتر.
- أدوبي إنديزاين.
- أدوبي فوتوشوب.
- أدوبي فرجن كيو.
- دليل للتصميم ومواد تعليمية للتدريب.

الإصدارة المميزة؛ وتضمنت إضافة لتطبيقات الإصدارة القياسية:
- أدوبي أكروبات الاحترافي.
- أدوبي دريمويفر.
- أدوبي جولايف.

### أدوبي كريتيف سويت 3
من الواضح أن أدوبي قررت إسقاط بعض البرامج من مجموعة البرامج الخاصة بسي إس 3 مثل:
- أدوبي جو لايف (تم استبداله بأدوبي دريم ويفر)
- أدوبي أوديشن Audition (تم استبداله بأدوبي ساوند بوث)
- أدوبي إيمج ريدي ImageReady (تم استبداله بأدوبي فاير وركس)

#### أدوبي كريتيف سويت 3 للتصميم النسخة المميزة
صممت هذه الإصدارة أدوبي كريتيف سويت 3 للتصميم المميز Adobe Creative Suite 3 Design Premium خصيصاً للمصممين المحترفين في مجال الطباعة، والوب، والهواتف النقالة.
الفارق الرئيسي بين هذه الإصدارة وبين إصدارة التصميم القياسي هو إضافة أدوبي فوتوشوب سي إس 3 النسخة الممتدة Extended، وفلاش سي إس 3 النسخة الاحترافية Professional، ودريم ويفر سي إس 3 إلى الإصدارة المميزة.
تحتوي هذه الإصدارة على البرامج الآتية:
- أدوبي فوتوشوب سي إس 3 النسخة الممتدة
- أدوبي إليستريتور Illustrator سي إس 3
- أدوبي إنديزاين InDesign سي إس 3
- أدوبي أكروبات Acrobat 8 النسخة الاحترافية
- أدوبي فلاش سي إس 3 النسخة الاحترافية
- أدوبي دريم ويفر سي إس 3

#### أدوبي كريتيف سويت 3 للتصميم النسخة القياسية
هذه الإصدارة أدوبي كريتيف سويت 3 للتصميم النسخة القياسية Adobe Creative Suite 3 Design Standard مخصصة للمصممين المحترفين في مجال الطباعة وإنتاجها.
وتحتوي هذه الإصدارة على البرامج الآتية:
- أدوبي فوتوشوب سي إس 3
- أدوبي إليستريتور سي إس 3
- أدوبي إن ديزاين سي إس 3
- أدوبي أكروبات 8 النسخة الاحترافية

#### أدوبي كريتيف سويت 3 للإنتاج النسخة المميزة
أدوبي كريتيف سويت 3 للإنتاج النسخة المميزة Adobe Creative Suite 3 Production Premium تضم من البرامج ما يساعد المحترفين لصناعة الافلام، وملفات الفيديو، وأقراص الدي في دي، وأقراص بلو راي Blu-ray وما إلى ذلك.
وتحتوي هذه الإصدارة على البرامج الآتية:
- أدوبي أفتر إفكتس After Effects سي إس 3 النسخة الاحترافية
- أدوبي بريمير برو Premiere Pro سي إس 3
- أدوبي فوتوشوب سي إس 3 النسخة الممتدة
- أدوبي فلاش سي إس 3 النسخة الاحترافية
- أدوبي إليستريتور سي إس 3
- أدوبي ساوند بووث سي إس 3
- أدوبي إنكور Encore سي إس 3
- أدوبي أون لوكيشن OnLocation سي إس 3 (يعمل على أنظمة ويندوز فقط)
- أدوبي ألترا Ultra سي إس 3 (يعمل على أنظمة ويندوز فقط)

#### أدوبي كريتيف سويت 3 للوب النسخة المميزة
أدوبي كريتيف سويت 3 للوب النسخة المميزة Adobe Creative Suite 3 Web Premium مخصصة لمحترفي مصممي صفحات الإنترنت ومطوريها.
يعتبر الفارق الرئيسي بينها وبين النسخة القياسية للوب هو وجود برنامجي فوتوشوب النسخة الممتدة وإليستريتور.
وتحتوي هذه الإصدارة على البرامج الآتية:
- أدوبي فوتوشوب سي إس 3 النسخة الممتدة
- أدوبي إليستريتور سي إس 3
- أدوبي أكروبات 8 النسخة الاحترافية
- أدوبي فلاش سي إس 3 النسخة الاحترافية
- أدوبي دريم ويفر سي إس 3
- أدوبي كونتريبيوت Contribute سي إس 3
- أدوبي فاير وركس سي إس 3

#### أدوبي كريتيف سويت 3 للوب النسخة القياسية
أدوبي كريتيف سويت 3 للوب النسخة القياسية Adobe Creative Suite 3 Web Standard تعتبر كمثيلتها النسخة المميزة مع الاختلافات الواردة بالأعلى.
وتحتوي هذه الإصدارة على البرامج الآتية:
- أدوبي فلاش سي إس 3 النسخة الاحترافية
- أدوبي دريم ويفر سي إس 3
- أدوبي كونريبيوت سي إس 3
- أدوبي فاير وركس سي إس 3

### أدوبي كريتيف سويت 4
أعلن عنه في 23 سبتمبر 2008، وأطلق رسميا في 15 أكتوبر 2008. وفي هذا الإصدار أصبح لجميع التطبيقات نفس واجهة الاستخدام، كما أضيفت تحسينات لأداء التطبيقات على الأنظمة ذات 64 بت والمعالجات متعددة الأنوية.
وفي هذا الإصدار أسقط تطبيقان من الباقة هما أدوبي ألترا وأدوبي ستوك فوتوز.

## وصلات خارجية
- الموقع الرسمي